# Zemský okres Marka
Zemský okres Marka (německy Märkischer Kreis) je zemský okres v německé spolkové zemi Severní Porýní-Vestfálsko, ve vládním obvodu Arnsberg. Sídlem správy zemského okresu je město Lüdenscheid. Má přibližně 416 tisíc obyvatel. 

## Města a obce
| Města: 1. Altena 2. Balve 3. Halver 4. Hemer 5. Iserlohn 6. Kierspe 7. Lüdenscheid 8. Meinerzhagen 9. Menden (Sauerland) 10. Neuenrade 11. Plettenberg 12. Werdohl | Obce: 1. Herscheid 2. Nachrodt-Wiblingwerde 3. Schalksmühle |